# Aglossia
Aglossia, que no contexto médico significa a ausência do desenvolvimento do órgão da língua, é também uma forma de perturbação da capacidade de expressão pela linguagem da verbal. Não se refere às deficiências de articulação, nem à deformação vocabular, nem ao tartamudeio.
Designa a distorção no plano sintagmático. Em vez de "o menino estava a brincar no jardim", surgem sintagmas como "menino está brinca jardim". Há uma inadequação quanto ao sistema de estruturas da língua respectiva. Quando procura corrigir-se, o aglóssico procede por tentativas.
Uma das manifestações particulares da aglossia é o agramatismo em que falta a capacidade de utilização dos morfemas presos, segundo a respectiva norma linguística.
A aglossia pode incluir a língua materna ou verificar-se exclusivamente na expressão em idioma de outra comunidade linguística. Pelo que diz respeito à língua materna, a aglossia é determinável a partir dos 4 anos de idade, em que uma criança normal, unilingue, de ambiente social médio, e cuja vida decorreu em condições normais, utiliza cerca de mil palavras e dá poucos erros de sintaxe ou ao menos pode corrigi-los sozinha, quando exprime factos correntes.
A síndrome da aglossia é muito complexa, e podem concorrer predominantemente causas psicológicas.
O âmbito da aglossia estende-se, por vezes, a toda uma comunidade étnica.

## Aglossia Congênita Isolada
Aglossia Congênita Isolada é uma anomalia rara, no qual a pessoa nasce com a ausência total da língua, sem que haja outras deformidades. Ela é tão incomum que a literatura médico-odontológica relatou somente três ocorrências em todo mundo. A expectativa de vida dos portadores do problema é, normalmente de apenas três dias de vida, pois muitas crianças recém-nascidas com aglossia congênita isolada não conseguem amamentar-se do leite materno (devido à ausência da língua), o que pode implicar numa morte por desnutrição. Mas se houver alguma interferência para ajudar a criança portadora a se alimentar, este prognóstico pode ser totalmente modificado, como, por exemplo, o caso de Auristela Silva, o único caso de que se tem ciência sobre um procedimento que a mãe fez para salvar a filha, que consistiu em colocar um canudo para ajudá-la a absorver o leite materno e também os alimentos. Em 2013, o caso de Auristela Silva foi o primeiro a ter as suas sequelas da falta da língua tratadas pela primeira vez na história da medicina. A equipe responsável pelo tratamento da Universidade de Brasília (UnB) reuniu vários esforços e pesquisas para tratar o caso. Depois do sucesso no tratamento a equipe apresentou o caso no dia 14 de Janeiro de 2013, durante um Simpósio em Brasília.